# Psorosa lacteomarginata
Psorosa lacteomarginata is een vlinder uit de familie snuitmotten (Pyralidae). De wetenschappelijke naam is voor het eerst geldig gepubliceerd in 1888 door A. Costa.
De soort komt voor in Europa.